# Процессуальное правопреемство
Процессуальное правопреемство в гражданском процессе РФ — передача всех процессуальных прав и обязанностей, процессуальных статусов от выбывшей из судопроизводства стороны к её правопреемнику в связи с судебным постановлением. Может быть применено как в отношении стороны судебного разбирательства, так и в отношении третьего лица.

## Основания для процессуального правопреемства
ГПК РФ, а также некоторые ученые в области гражданского процесса выделяют следующие основания правопреемства:
1. Смерть физического лица
2. Реорганизация юридического лица
3. Перемена лиц в обязательстве

Закон допускает процессуальное правопреемство не в каждом случае. Так, фидуциарные правоотношения (например из алиментных обязательств или возмещения вреда здоровью) не подлежат правопреемству. В таком случае производство по делу прекращается.
Также выделяется два варианта процессуального правопреемства в зависимости от его оснований: сингулярное (то есть переход только определённых прав и обязанностей либо только прав, либо только обязанностей от правопредшественника к правопреемнику) и универсальное, в результате которого правопреемник получает все права и обязанности правопредшественника в неизменном виде, как единый комплекс и единовременно.
Преобладающим видом процессуального правопреемства является универсальное, поскольку к правопреемнику по общему правилу переходят все права и обязанности правопредшественника, поскольку принимает он не комплекс прав, а процессуальную роль.

## Процедура процессуального правопреемства
Правопреемство возможно на любой стадии гражданского процесса, начиная от подачи искового заявления до окончания исполнительного производства. Происходит же оно путем направления судом уведомления соответствующему правопреемнику и осуществляется только с согласия правопреемника.
На момент правопреемства суд приостанавливает производство по делу, и возобновляет производство после окончательного оформления правопреемства.
Правопреемник не имеет возможности самостоятельно повлиять на процессуальные действия и решения, совершенные его правопредшественником, они обязательны для правопреемника и обжалованию не подлежат.

## Последствия процессуального правопреемства
В случае успешного правопреемства, суд продолжает производство с того момента, на котором дело было приостановлено для правопреемства. Правопреемник получает все права и обязанности, от процессуального статуса, который имел его предшественник, за исключением случаев, когда законом допускается иное.
В случае, если какой-либо из участников дела не согласен с правомерностью замены или отказа в замене лица, он имеет право подать частную жалобу в течение 15 суток, которая будет рассмотрена в порядке производства в апелляционной инстанции.